# Айлурофобия
Айлурофобия (от гръцки: αίλουρος – „котка“ и φόβος – „страх“) е специфична фобия, изразяваща се в натрапчив, ирационален страх от котки. Други синоними са фелинофобия, ейлурофобия и гатофобия.
Хората, които страдат от айлурофобия, може да изпитват страх от физически контакт, ухапване, одраскване, а също имплицирани свръхестествени природни особености на котките.